# Myoporum
Myoporum is een geslacht uit de helmkruidfamilie (Scrophulariaceae). De meeste soorten zijn endemisch in Australië, hoewel andere endemisch zijn op de Pacifische eilanden en in Nieuw-Zeeland. Ook komen soorten voor in (sub)tropisch Azië.
Myoporum mauritianum is endemisch op het eiland Rodrigues, nabij Mauritius in de Indische Oceaan.

## Soorten
- Myoporum acuminatum R.Br.
- Myoporum bateae F.Muell.
- Myoporum betcheanum L.S.Sm.
- Myoporum boninense Koidz.
- Myoporum bontioides (Siebold & Zucc.) A.Gray
- Myoporum brevipes Benth.
- Myoporum caprarioides Benth.
- Myoporum cordifolium (F.Muell.) Druce
- Myoporum crassifolium G.Forst.
- Myoporum cuneifolium Kraenzl.
- Myoporum floribundum A.Cunn. ex Benth.
- Myoporum insulare R.Br.
- Myoporum laetum G.Forst.
- Myoporum mauritianum A.DC.
- Myoporum montanum R.Br.
- Myoporum nieuanum H.St.John
- Myoporum obscurum Endl.
- Myoporum oppositifolium R.Br.
- Myoporum papuanum Kraenzl.
- Myoporum parvifolium R.Br.
- Myoporum petiolatum Chinnock
- Myoporum platycarpum R.Br.
- Myoporum rapense F.Br.
- Myoporum rimatarense F.Br.
- Myoporum rotundatum S.Moore
- Myoporum sandwicense (A.DC.) A.Gray
- Myoporum semotum Heenan & de Lange
- Myoporum stokesii F.Br.
- Myoporum tenuifolium G.Forst.
- Myoporum tetrandrum (Labill.) Domin
- Myoporum tubiflorum Kraenzl.
- Myoporum turbinatum Chinnock
- Myoporum velutinum Chinnock
- Myoporum viscosum R.Br.
- Myoporum wilderi Skottsb.

... · 
Buddleya (Buddleja) · 
Myoporum · 
Scrophularia (Helmkruid) · 
Verbascum (Toorts) · 
...